# Vivian Vance
Vivian Vance, född 26 juli 1909 i Cherryvale, Kansas, död 17 augusti 1979 i Belvedere, Kalifornien, var en amerikansk skådespelerska.
Hon är mest känd som Lucille Balls sidekick i flera TV-serier.

## Utmärkelser
Vance vann ett Primetime Emmy Award för bästa kvinnliga biroll i en komediserie 1954 för I Love Lucy.

## Roller i urval
- 1950 – Fällan
- 1951 – Blå slöjan
- 1951–1957 – I Love Lucy (TV-serie)
- 1957–1960 – The Lucy-Desi Comedy Hour (TV-serie)
- 1962–1968 – The Lucy Show (TV-serie)
- 1965 – Den stora kapplöpningen jorden runt
- 1968, 1972 – Here's Lucy (TV-serie)
- 1975 – Rhoda (TV-serie)
- 1976 – Houdini (TV-film)